# Límite de mandatos
Un límite de mandato es una restricción legal sobre el número de mandatos que una persona puede desempeñar en un cargo electo en particular. Cuando se establecen límites de mandato en los sistemas presidenciales y semipresidenciales, actúan como un método para frenar el potencial de monopolio, donde un líder se convierte efectivamente en «presidente vitalicio». Esto tiene como objetivo proteger a una república de convertirse en una dictadura de facto. Los límites de mandato pueden ser un límite vitalicio en el número de mandatos que un funcionario puede desempeñar o un límite en el número de mandatos consecutivos.

## Historia

### Europa
Los límites de mandato se remontan a la Antigua Grecia y la República romana, así como a la República de Venecia. En la antigua democracia ateniense, muchos funcionarios estaban limitados a un solo mandato. Por ejemplo, a los miembros del consejo se les permitió un máximo de dos mandatos, aunque el cargo de estratego podría ejercerse por un número indefinido de mandatos. En la República romana se aprobó una ley que imponía un límite de un solo mandato al cargo de censor. A los magistrados anuales, como el tribuno de la plebe, el edil, el cuestor, el pretor y el cónsul, se les prohibió la reelección hasta que hubieran transcurrido varios años. El cargo de dictador prácticamente no tenía restricciones, con la excepción de que se limitaba a un único mandato de seis meses. Los sucesivos líderes romanos debilitaron esta restricción hasta que Julio César se convirtió en dictador perpetuo y puso fin a la república.
Los límites de mandato regresaron en la Europa medieval a través de la República de Novgorod, la República de Pskov, la República de Génova y la República de Florencia.
El primer límite de mandato constitucional moderno se estableció en la Primera República francesa mediante la Constitución de 1795, que fijó mandatos de cinco años para el Directorio francés y prohibió los mandatos consecutivos. Napoleón puso fin a la práctica de límites de mandato en 1799 de forma muy parecida a como lo había hecho Julio César. La Constitución francesa de 1848 restableció los límites de mandato, pero fue derogada por el sobrino de Napoleón, Napoleón III.
Muchas repúblicas postsoviéticas se constituyeron en sistemas presidenciales con límites de mandato de cinco años después de la disolución de la Unión Soviética en 1991. Al presidente de Rusia se le permite un máximo de dos mandatos consecutivos, pero las enmiendas de 2020 a la Constitución de Rusia eximieron al presidente Vladímir Putin de este límite. El presidente de Bielorrusia estuvo limitado a dos mandatos, pero la prohibición fue abolida en 2004.

### Estados Unidos
Un predecesor de los límites de mandato modernos en Estados Unidos se remonta a la Carta de Libertades de Pensilvania de 1682 y el marco de gobierno colonial del mismo año, redactado por William Penn y que preveía la rotación trienal del Consejo Provincial, la cámara alta de la legislatura colonial.
Los presidentes de los Estados Unidos normalmente honraban una tradición informal de cumplir solo dos mandatos, pero esto no se convirtió en ley hasta que se ratificó la vigesimosegunda enmienda de la Constitución en 1951, después de que Franklin D. Roosevelt fuera elegido para un tercer y cuarto mandatos sin precedentes.

### América Latina
A medida que los países de América Latina modelaron repúblicas presidenciales a partir del gobierno de Estados Unidos en el siglo XIX, establecieron límites de mandato para sus presidentes basándose en el precedente de dos mandatos de Estados Unidos. En respuesta a que los presidentes permanecieran más allá de su mandato, algunos de estos límites finalmente fueron reemplazados por una restricción de un mandato sin reelección.
En México, Porfirio Díaz evadió los límites de mandato y se postuló para ocho mandatos antes de verse obligado a exiliarse en 1911. Una nueva constitución de 1917 estableció un límite a un mandatos. Álvaro Obregón fue asesinado después de reformar la constitución en 1927 y postularse para un segundo mandato. Los miembros del Congreso de México no podían ser reelegidos para el siguiente período inmediato hasta una reforma constitucional en 2014; el presidente de México está limitado a un solo período de seis años, llamado sexenio.
El presidente de la Nación Argentina estaba limitado a un mandato consecutivo de seis años, pero la Constitución de Argentina fue reformada en 1994, flexibilizando el límite del mandato a un máximo de dos mandatos consecutivos de cuatro años.
En 1997, se reformó la Constitución de Brasil para modificar el límite del mandato del presidente de un período de cinco años a dos de cuatro años.
En 2004, el límite del mandato del presidente de Colombia se aumentó de uno a dos mandatos mediante procedimientos que fueron declarados válidos por la Corte Constitucional el 19 de octubre de 2005. Previamente la reelección presidencial estaba completamente prohibida en la Constitución de 1991 y su antecesora, la de 1886. En 2009 el Congreso aprobó la convocatoria a un referendo reeleccionista (la única manera posible de hacer nuevamente una reforma constitucional en este caso sin convocar a una asamblea constituyente) que permitiera un tercer periodo presidencial, pero el referendo fue anulado por la Corte Constitucional al hallarlo inexequible. En 2015, el Congreso aprobó la derogación de la reforma constitucional de 2004 que eliminaba el límite de un mandato para los presidentes.
El referéndum constitucional venezolano de 2009 abolió los límites de mandato en Venezuela.

### Asia
Tras la Revolución de 1911, el primer ministro del gabinete imperial, Yuan Shikai, se convirtió en el segundo presidente de la República de China. Inicialmente estuvo sujeto a un máximo de dos mandatos de cinco años, pero luego el mandato se alargó a diez años y se eliminó el límite del mandato.
En 1948, las Disposiciones Temporales contra la Rebelión Comunista abolieron el límite del mandato del presidente de la República de China y establecieron a Chiang Kai-shek como líder militar del país. El límite de mandato se restableció después de que las disposiciones fueran derogadas en 1991.
Inicialmente, al presidente de Corea del Sur se le permitió cumplir un máximo de dos mandatos de cuatro años cuando se creó el cargo en 1948, pero el artículo se eliminó en 1954 para que Syngman Rhee pudiera postularse para un tercer período. Después de que Rhee fuera elegido para un cuarto mandato, la Primera República de Corea llevó a su fin. Se restableció el límite de dos mandatos, pero se amplió a tres en 1969 y se abolió nuevamente en 1972. Desde 1981, el presidente de Corea del Sur ha estado limitado a un mandato de cinco años.
Según la primera versión de la Constitución de Indonesia, los mandatos presidencial y vicepresidencial eran ilimitados, pero, desde la primera reforma en 1999, los titulares de ambos cargos están limitados a dos mandatos cada uno.
Filipinas estableció límites de mandato tras su independencia de Estados Unidos, pero fueron abolidos por Ferdinand Marcos en la década de 1970.
Entre 1982 y 2018, la Constitución de la República Popular China estipuló que el presidente, el vicepresidente, el primer ministro y los vice primer ministros no podían ejercer más de dos mandatos consecutivos, aunque no había límite de mandato para el secretario general del Partido Comunista Chino, que generalmente era el líder supremo de China. En marzo de 2018, el Congreso Nacional del Pueblo aprobó una serie de enmiendas constitucionales que incluían la eliminación de los límites de mandato para el presidente y el vicepresidente, además de reforzar el papel central del Partido Comunista Chino (PCC), lo que permitió a su líder, Xi Jinping, conservar el poder. indefinidamente hasta su muerte.
Inicialmente, el presidente de Tayikistán estuvo limitado a un mandato de cinco años según la Constitución de Tayikistán de 1994. Esta restricción se incrementó a un mandato de siete años en 1999 y a dos mandatos de siete años en 2003. El límite de mandato se restableció para el presidente Emomali Rahmon en 2006 y se abolió en 2016.
El primer ministro de Pakistán estuvo limitado a un mandato de cinco años hasta que se abolió la restricción en 2011.
El Yang di-Pertuan Agong de Malasia está sujeto a un límite de mandato. Una vez elegido, sólo se le permite servir por un único mandato de cinco años y no puede renovar para un segundo consecutivo. Esta regla convierte a Malasia, junto a Andorra, en una de las dos monarquías constitucionales del mundo sujetas a un límite de mandato.
Los límites de mandato fueron una de las principales demandas de los manifestantes durante la Primavera Árabe.

### África subsahariana
Liberia limitó brevemente a sus presidentes a un mandato de ocho años entre 1944 y 1951. Cuando los países del África subsahariana fueron descolonizados a mediados del siglo XX, la mayoría de los nuevos gobiernos establecieron sistemas presidenciales, pero rara vez se establecieron límites a los mandatos. La República Democrática del Congo, Gabón, Ruanda y Togo fueron los únicos países que los establecieron, pero fueron abolidos poco después. Después de la disolución de la Unión Soviética en 1991, muchos países africanos fueron liberados del control soviético y establecieron límites de mandato.
El presidente de Uganda estuvo limitado a dos mandatos de cinco años en 1995. El presidente Yoweri Museveni había cumplido anteriormente dos mandatos, pero estos no se contaron para el nuevo límite de dos mandatos. El límite de mandato fue abolido en 2005, lo que permitió a Museveni continuar en el poder.
En Kenia, la Constitución de 2010 limita al presidente a un máximo de dos mandatos de cinco años, al igual que los gobernadores de condado. Antes de la promulgación de la Constitución de 2010, no existían límites de mandato. El primer presidente, Mzee Jomo Kenyatta, gobernó durante 15 años y murió en el cargo. Su vicepresidente, Daniel Moi, asumió el poder en 1978 y gobernó durante 24 años antes de que Mwai Kibaki asumiera el poder. Kibaki gobernó durante diez años, en un mandato que se caracterizó por importantes reformas políticas que condujeron a la Constitución de 2010. El expresidente inmediato Uhuru Kenyatta fue el primer presidente bajo la nueva ley, cargo que ocupó durante dos mandatos de cinco años cada uno y fue sucedido por su adjunto William Ruto en septiembre de 2022. Un miembro del partido Alianza Democrática Unida del presidente Ruto reveló planes para eliminar los límites de mandato el 7 de noviembre de 2022, pero los dirigentes lo desestimaron diciendo que era su opinión personal a la que tenía derecho.
En el África subsahariana, sólo Kenia ha experimentado una transición fluida del poder de un presidente a otro después de la expiración de los límites de mandato. Algunos países eliminan el requisito o no lo incluyen en sus leyes.

### Oriente Medio y África del Norte
El referéndum constitucional egipcio de 2019 amplió el mandato presidencial de cuatro a seis años y permitió al presidente Abdel Fattah el-Sisi ejercer como presidente de Egipto por un tercer mandato, superando el límite constitucional de dos mandatos.

## Mecanismos
Los límites de mandato son un elemento del constitucionalismo que sirve para limitar los efectos negativos de la democracia.
Los límites de mandato pueden adoptar la forma de restricciones de mandato consecutivos o de mandato vitalicio. Con límites de mandatos consecutivos, un funcionario solo puede cumplir una cierta cantidad de mandatos antes de tener que dejar de postularse para ese cargo. Después de un período determinado, el contador se reinicia en el límite y el titular del cargo puede postularse para la elección para su cargo original y servir hasta que reinicie el ciclo. Con límites vitalicios, una vez que un funcionario ha cumplido hasta el período, es posible que nunca vuelva a postularse para ese cargo. Los límites vitalicios son mucho más restrictivos que los consecutivos.
Es menos probable que los países que operan un sistema de gobierno parlamentario apliquen límites a los mandatos de sus líderes. Esto se debe a que ellos rara vez tienen un «mandato» fijo: más bien, sirven mientras cuentan con la confianza del parlamento, un período que potencialmente podría durar toda la vida. Muchos parlamentos pueden disolverse para celebrar elecciones anticipadas, lo que significa que algunas legislaturas pueden durar apenas unos meses, mientras que otras continuarían hasta sus fechas de expiración. Sin embargo, esos países pueden imponer restricciones de mandato a quienes ocupan otros cargos; en las repúblicas, por ejemplo, una presidencia ceremonial puede tener un límite de mandato, especialmente si el cargo tiene poderes discrecionales.
Debido en parte a la falta de límites legales a los mandatos en los países africanos, el multimillonario sudanés Mo Ibrahim creó el Premio Ibrahim con un premio en efectivo asociado para incentivar a los líderes africanos a promover los derechos humanos y la transferencia democrática del poder.

## Extensión y violación
Muchos presidentes han intentado exceder los límites de sus respectivos mandatos mediante diversos métodos.  Entre 1960 y 2010, más de una cuarta parte de los presidentes con mandato limitado lograron extender o violar sus límites de mandato para permanecer en el poder y la aplicación de las restricciones se reconoce como uno de los grandes desafíos del desarrollo democrático. Los límites de mandato suelen recibir un mayor reconocimiento nacional e internacional que otros mecanismos de la democracia y los intentos de violarlos suelen toparse con una fuerte resistencia por parte de la población de un país y en el escenario mundial. El incumplimiento de las restricciones está fuertemente correlacionada con el retroceso democrático y la erosión de los derechos humanos.
El hecho de que un presidente busque alterar los límites de mandato puede verse afectado por la cantidad de riqueza que se puede obtener del cargo, las oportunidades para adquirir riqueza después de dejarlo, las restricciones que existen para hacer cumplir los límites de mandato y el grado de control que tiene el líder sobre otras ramas del gobierno o un partido político, los precedentes en la región y la probabilidad de enfrentar un proceso penal al dejar el cargo. Es más probable que los presidentes tengan éxito en violar los límites de mandato si controlan los otros poderes del Estado, ya sea a través de sus partidos políticos o mediante controles y equilibrios insuficientes. Aunque la violación de los límites de mandato es más común en países menos democráticos, la oposición política, los gobiernos extranjeros y la ciudadanía aún pueden hacer cumplir los límites de mandato en países no democráticos.
Un presidente puede intentar eludir los límites de mandato indirectamente extendiendo su mandato sin un mandato adicional. Esto puede hacerse ampliando la duración del mandato o posponiendo las elecciones. En algunos casos, un presidente puede eludir los límites de mandato renunciando oficialmente a su cargo pero manteniendo el control de facto del gobierno.